# میکائل ابیبول
میکائل اَبیبول (فرانسوی: Michaël Abiteboul‎) یک بازیگر اهل فرانسه است. وی از سال ۱۹۹۰ میلادی تاکنون مشغول فعالیت بوده‌است.
از فیلم‌ها یا برنامه‌های تلویزیونی که وی در آن نقش داشته است، می‌توان به ۲۰ سال فاصله، بازگشتگان، ابرستاره، زمانه گرگ، شادی هرگز به تنهایی نمی‌آید، خار زیبا و مندرلی اشاره کرد.